# 薩克塞滕
薩克塞滕是瑞士的城鎮，位於該國中西部，由伯恩州負責管轄，面積19.14平方公里，海拔高度1,103米，2011年人口101，八成人口信奉基督教，人口密度每平方公里5人。

## 外部連結
- （德文） The Saxetenbach accident
- BBC Saxetenbach Disaster （页面存档备份，存于）